# Scopula serrans
Scopula serrans là một loài bướm đêm trong họ Geometridae.